# Ревматизм
Ревмати́зм — системное воспалительное заболевание соединительной ткани с преимущественной локализацией патологического процесса в оболочках сердца.
В современной медицинской литературе данный термин вытеснен общепринятым во всём мире «острая ревматическая лихорадка», что обусловлено разноречивостью понимания термина «ревматизм» в России. В других странах термин «ревматизм» применяется для описания поражений околосуставных мягких тканей. В обывательском понимании под этим термином подразумеваются заболевания опорно-двигательного аппарата нередко спинальной локализации.

## Этиология

### Инфицирование β-гемолитическим стрептококком группы А (S. pyogenes)
- Наличие очагов инфекции в носоглотке (ангина, хронический фарингит, хронический тонзиллит)
- Скарлатина
- Генетическая предрасположенность

## Патогенез
Патогенез связан с двумя факторами:
1. Токсическим воздействием ряда ферментов стрептококка, обладающих кардиотоксическим действием
2. Наличие у некоторых штаммов стрептококка общих антигенных субстанций с сердечной тканью

## Клинические проявления болезни
Симптомы проявляются через 1—3 недели после перенесённой острой стрептококковой инфекции.
Ревматизм проявляется в 5 синдромах:

### Ревмокардит
Ревмокардит (кардиальная форма) — воспалительное поражение сердца с вовлечением в процесс всех оболочек сердца (ревмопанкардит), но прежде всего миокарда (ревмомиокардит).
Проявления:
1. Симптомы интоксикации (слабость, утомляемость, потливость, снижение аппетита);
2. Боли в области сердца тянущего, колющего характера;
3. Повышение температуры тела до фебрильных значений (выше 38 °C);
4. Умеренная гипотония;
5. Тахикардия (учащённое сердцебиение);
6. Изменение границ сердца;
7. Присоединение симптомов левожелудочковой и правожелудочковой сердечной недостаточности;
8. Ослабление тонов, чаще всего приглушение I тона;
9. При резком поражении миокарда может аускультироваться ритм галопа;
10. Может аускультироваться диастолический шум, характеризующийся завихрениями крови при переходе из предсердий сердца в желудочки благодаря работе клапана, поражённого ревмоэндокардитом, с наложенными на него тромботическими массами;
11. При ранних стадиях заболевания о ревмоэндокардите свидетельствует грубый систолический шум, звучность которого возрастает после физической нагрузки; иногда он становится музыкальным[2].

### Ревмополиартрит
Ревмополиартрит (суставная форма) — воспалительное поражение суставов, с характерными для ревматизма изменениями.
Проявления:
1. Преимущественное поражение крупных суставов (коленные, локтевые, голеностопные);
2. Появляется ремиттирующая лихорадка (с температурой 38—39 °C), сопровождающаяся потливостью, слабостью, носовыми кровотечениями;
3. Боли в суставах: стоп, голеностопных, коленных, плечевых, локтевых и кистей;
4. Симметричность поражения;
5. Быстрый положительный эффект после применения нестероидных противовоспалительных препаратов;
6. Доброкачественное течение артрита, деформация сустава не остаётся.

### Ревмохорея
Ревмохорея («пляска святого Вита») — патологический процесс, характеризующийся проявлением васкулита мелких мозговых сосудов. Преимущественно встречается у детей, чаще у девочек.
Проявления:
1. Двигательное беспокойство, активность;
2. Гримасничанье, нарушение почерка, невозможность удерживания мелких предметов (столовые приборы), нескоординированные движения. Симптомы исчезают во время сна;
3. Мышечная слабость, вследствие чего пациент не может сидеть, ходить, нарушается глотание, физиологические отправления;
4. Изменение в психическом состоянии пациента — появляется агрессивность, эгоистичность, эмоциональная неустойчивость, или, напротив, пассивность, рассеянность, повышенная утомляемость.

### Кожная форма ревматизма
Проявления:
1. Кольцевая эритема — высыпания в виде бледно-розовых кольцевидных ободков, безболезненных и не возвышающихся над кожей;
2. Узловатая эритема — ограниченное уплотнение участков кожи тёмно-красного цвета величиной от горошины до сливы, которые располагаются обычно на нижних конечностях.
3. Иногда при значительной проницаемости капилляров появляются мелкие кожные кровоизлияния;
4. Ревматические узелки — плотные, малоподвижные, безболезненные образования, расположенные в подкожной клетчатке, суставных сумках, фасциях, апоневрозах;
5. Бледность кожных покровов, потливость.

### Ревмоплеврит
Проявления:
1. Боли в грудной клетке при дыхании, усиливающиеся на вдохе;
2. Повышение температуры;
3. Непродуктивный кашель;
4. Одышка;
5. При аускультации слышен шум трения плевры;
6. Отсутствие дыхания на стороне поражения.

Органы пищеварения при ревматизме поражаются сравнительно редко. Иногда появляются острые боли в животе (абдоминальный синдром), связанные с ревматическим перитонитом, которые чаще бывают у детей. В ряде случаев поражается печень (ревматический гепатит). Довольно часто выявляют изменения почек: в моче находят белок, эритроциты и так далее, что объясняется поражением сосудов почек, реже — развитием нефрита.

## Лабораторная диагностика
1. Для острой фазы ревматизма характерен умеренный лейкоцитоз со сдвигом лейкоцитарной формулы влево; в дальнейшем могут наблюдаться эозинофилия, моно- и лимфоцитоз.
2. СОЭ всегда увеличена, в тяжёлых случаях до 50—70 мм/ч.
3. Характерна диспротеинемия: уменьшение количества альбуминов (менее 50 %) и нарастание глобулинов, снижение альбумино-глобулинового коэффициента ниже единицы. На протеинограмме отмечается нарастание α2-глобулиновой и у-глобулиновой фракций;
4. Повышается содержание фибриногена до 0,6—1 % (в норме не выше 0,4 %). В крови появляется С-реактивный белок, отсутствующий у здоровых людей;
5. Повышается уровень мукопротеинов, что выявляется дифениламиновой (ДФА) пробой. Значительно возрастают титры антистрептолизина, антигиалуронидазы, антистрептокиназы.
6. На ЭКГ часто находят нарушения проводимости, особенно атриовентрикулярную блокаду I—II степени, экстрасистолию и другие нарушения ритма, снижение вольтажа зубцов ЭКГ. Нарушение трофики сердечной мышцы в связи с воспалительным её поражением может приводить к изменению зубца T и снижению сегмента S—Т.
7. ФКГ отражает свойственные ревмокардиту изменения тонов, регистрирует появление шумов.

## Течение ревматического процесса
Длительность активного ревматического процесса составляет 3—6 месяцев, иногда значительно больше времени. В зависимости от выраженности клинических симптомов, характера течения заболевания различают три степени активности ревматического процесса:
- Присутствует температура от 36,9 до 37,2 °C;
- Максимально активный (острый), непрерывно рецидивирующий;
- Умеренно активный, или подострый;
- Ревматизм с минимальной активностью, вяло текущий, или латентный. В тех случаях, когда нет ни клинических, ни лабораторных признаков активности воспалительного процесса, говорят о неактивной фазе ревматизма.

Для ревматизма характерны рецидивы заболевания (повторные атаки), которые возникают под влиянием инфекций, переохлаждения, физического перенапряжения. Клинические проявления рецидивов напоминают первичную атаку, но признаки поражения сосудов, серозных оболочек при них выражены меньше; преобладают симптомы поражения сердца.

## Лечение
В активной фазе ревматизма лечение проводят в стационаре; больные должны соблюдать постельный режим. Назначают препараты, оказывающие гипосенсибилизирующее и противовоспалительное действие: кортикостероидные гормоны, нестероидные противовоспалительные препараты, делагил, плаквенил. Назначают антибиотики, особенно при наличии у больных очагов инфекции, проводят санацию этих очагов: кариозных зубов, тонзиллита, гайморита.

## Профилактика
Включает закаливание организма, улучшение жилищных условий, режим труда на производстве, борьбу со стрептококковой инфекцией. Для предупреждения рецидивов весной и осенью проводят лекарственную профилактику бициллином в сочетании с салицилатами или ортофеном (вольтареном), индометацином, хингамином либо проводят круглогодичную профилактику с ежемесячным введением бициллина-5.